# 扁椭球体
扁椭球体是极轴比赤道圈直径短的旋转对称椭球。极轴比赤道圈的直径长的旋转对称椭球称为长椭球体。
扁椭球体可由椭圆绕其短轴旋转而成，椭圆的长轴终点划过的曲线为扁椭球球体的赤道。与所有椭球体类似，扁椭球体可以由三个相互垂直的主轴来唯一表示，例如其两个赤道半长轴，和半短轴。